# Suicídio por enforcamento

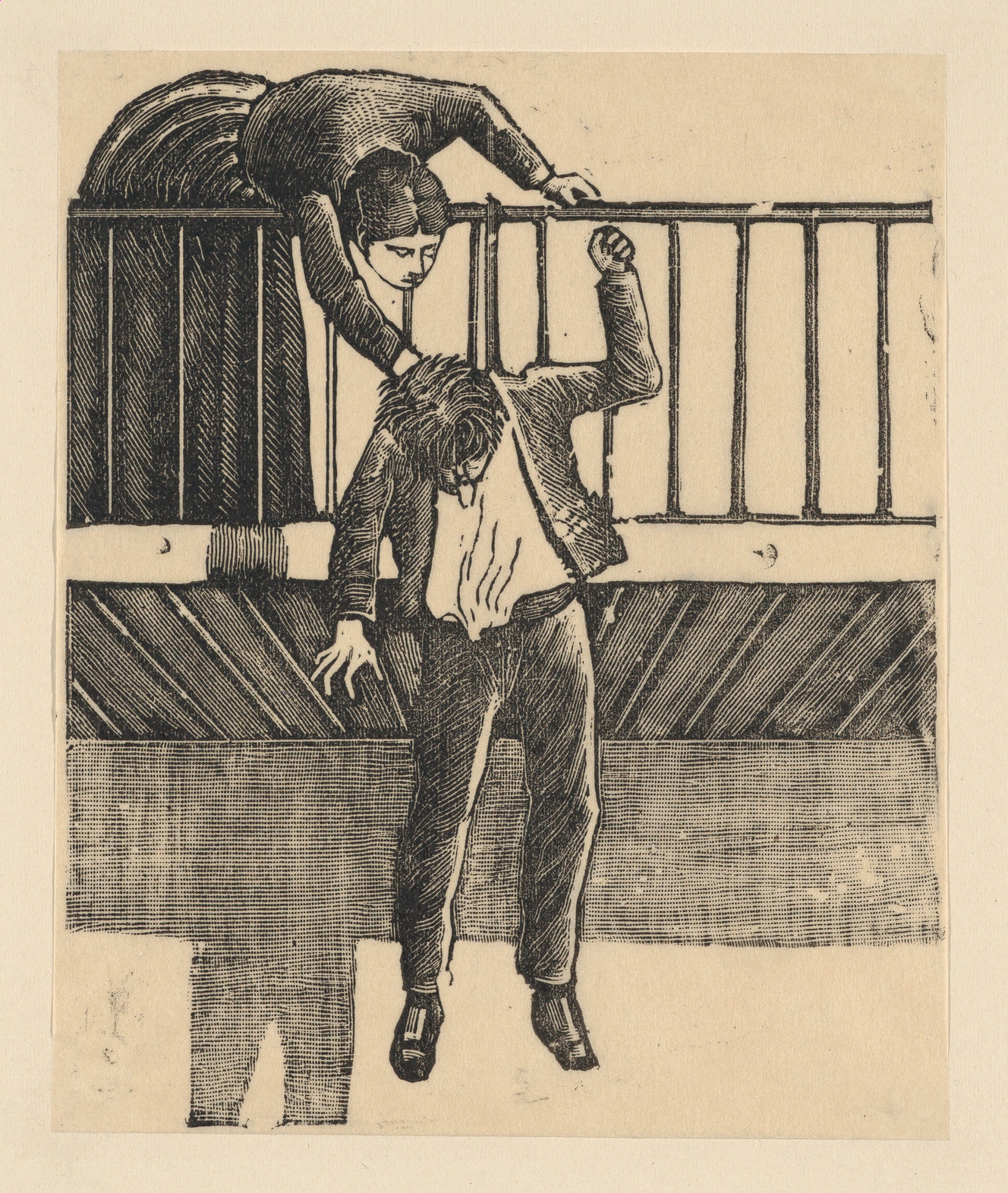
Gravura do início do século 20 de uma mulher descobrindo um suicídio por enforcamento

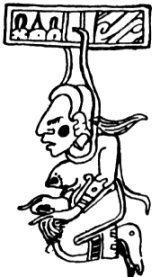
Ixtab (Mulher da Corda), a antiga deusa maia do suicídio por enforcamento. Em certas circunstâncias, o suicídio era considerado uma forma honrosa de morrer e o Ixtab atuaria como um psicopompo para esses indivíduos.

O suicídio por enforcamento é o método de suicídio que envolve apertar uma ligadura ao redor do pescoço, de modo a comprimir as artérias carótidas, impedindo o suprimento de oxigênio ao cérebro e resultando em inconsciência e morte. O enforcamento é frequentemente considerado um método simples de suicídio que não requer técnicas complicadas; no entanto, um estudo de pessoas que tentaram suicídio por enforcamento e sobreviveram sugere que essa percepção pode não ser precisa.
O enforcamento é um dos métodos de suicídio mais usados e tem uma alta taxa de mortalidade; Gunnell et al. fornece um valor de pelo menos 70%. Os materiais necessários estão facilmente disponíveis e uma grande variedade de ligaduras pode ser usada. Portanto, é considerado um método difícil de prevenir. Na Classificação Estatística Internacional de Doenças e Problemas Relacionados à Saúde, os suicídios por enforcamento são classificados sob o código X70: "Auto-mutilação intencional por enforcamento, estrangulamento e asfixia".
Pessoas que sobrevivem porque o ponto do cordão ou da ligadura se rompe ou porque são descobertas e resgatadas podem enfrentar uma série de ferimentos graves, incluindo anóxia cerebral (o que pode levar a danos cerebrais permanentes), fratura da laringe, fratura da coluna cervical, fratura traqueal, laceração faríngea e lesão da artéria carótida. Ron M. Brown escreve que o enforcamento tem uma "história simbólica bastante imperspícua e complicada". Há comentários sobre enforcamento na antiguidade, e tem várias interpretações culturais. Ao longo da história, inúmeras pessoas famosas morreram devido ao suicídio por enforcamento.

## Efeitos médicos e tratamento
Pessoas que sobrevivem ao enforcamento relatam ter visto luzes piscando e ouvido sons de campainhas. O pescoço das pessoas penduradas geralmente é marcado com sulcos onde a ligadura apertou o pescoço. Uma marca de V invertido também é frequentemente vista.  Por causa da pressão na mandíbula, às vezes a língua fica saliente, fazendo com que seque. Dependendo das circunstâncias, petéquias podem estar presentes nos olhos, rosto, pernas e pés. Fraturas da coluna cervical são raras, a menos que o enforcamento seja suspenso, que geralmente causa uma lesão conhecida como fratura do carrasco. Suspensão pendurada geralmente resulta em hipóxia cerebral e diminuição do tônus muscular ao redor do pescoço. De acordo com Aufderheide et al ., A causa mais comum de morte em enforcamentos é a hipóxia cerebral.
 

A maioria das pessoas que são enforcadas morrem antes de serem encontradas; o termo "quase enforcado" refere-se àqueles que sobrevivem (pelo menos por um tempo - por exemplo, até chegarem ao hospital). O tratamento inicial dos sobreviventes segue as "prioridades usuais de vias aéreas, respiração e circulação (ABC)". O tratamento deve ser "direcionado ao controle das vias aéreas com intubação endotraqueal , ventilação com pressão expiratória final positiva (PEEP) e hiperventilação com oxigênio suplementar para controlar a pressão intracraniana". Um estudo de pessoas que quase foram enforcadas e que foram tratadas adequadamente no hospital descobriu que 77% delas sobreviveram. 